# Mesa de los pecados capitales
La Mesa de los pecados capitales es un cuadro de Jheronimus Bosch, el Bosco, o de un seguidor del maestro. Es un óleo sobre tabla cuyo primer destinatario y función se desconocen. Al servirse como soporte de madera de chopo, más ligera que la habitual madera de roble, no ha sido posible datar la antigüedad de la tabla por dendrocronología y, como las restantes obras del entorno del Bosco, la fecha de su creación es discutida, aunque vestidos y otros detalles como el dibujo subyacente, cercano al del Carro del heno, apuntan a los últimos años de vida del pintor. La firma, «Jheronimus bosch» es presumiblemente auténtica. Mide 119,5 cm de alto y 139,8 cm de ancho. Se exhibe actualmente en el Museo del Prado de Madrid, como depósito de Patrimonio Nacional.

## Historia
Esta tabla fue adquirida por el monarca Felipe II de España antes de 1560 y depositada en el monasterio de El Escorial con la primera entrega de obras artísticas en 1574. Se trasladó al Museo del Prado durante la guerra civil española por la Junta Delegada de Incautación, Protección y Salvamento del Tesoro Artístico de Madrid. Felipe de Guevara se ocupó de la Mesa con muchos elogios en sus Comentarios de la pintura de hacia 1560. Guevara se refería a ella en un pasaje polémico en el que, tratando de «las cosas de Bosch» y dirigiéndose al monarca propietario de la Mesa, hablaba también de un imitador de la obra del Bosco, tan devoto del maestro que firmaba sus obras con su nombre, interpretando quienes niegan que el Bosco fuese el autor de la tabla, que ya Guevara atribuía la Mesa al discípulo, aunque en El Escorial estuvo siempre atribuida al propio Bosco.
Los estudios técnicos realizados en el Museo del Prado con motivo del quinto centenario de la muerte del pintor, completando los estudios técnicos realizados en 1987 y 2001 por Carmen Garrido y Roger Van Schoute, atribuyen la autoría al Bosco.

## Análisis de la obra
En el centro del cuadro se ve una imagen tradicional de Cristo como varón de dolores, saliendo de su tumba. Se dice que representa el ojo de Dios, y la imagen de Cristo es su pupila. Bajo esta imagen hay una inscripción en latín: CAVE CAVE D[omi]N[u]S VIDET ("Cuidado, cuidado, Dios lo ve"). Es una referencia a la idea de que Dios lo ve todo, hasta los comportamientos que se esconden a los ojos de las personas.
Alrededor, hay un círculo más grande dividido en siete partes, mostrando cada una de ellas uno de los siete pecados capitales, que pueden ser identificados por sus inscripciones en latín: Ira, Soberbia, Lujuria, Pereza, Gula, Avaricia y Envidia. Se colocan en forma circular, lo cual es bastante raro en la pintura medieval; ello se explica porque la obra no se pensó para colgarla en la pared sino como un tablero de mesa, por lo cual para ver sus representaciones hay que andar en torno a él. Solían pintarse escenas con una configuración similar en las obras de miniaturas o de orfebrería. El pintor ha representado los distintos pecados capitales en escenas de la vida cotidiana del Flandes de su época, tanto con paisajes de interior como de exterior, urbanos y rústicos, detallando paisajes, objetos, vestimentas, etc.
| Lujuria  |  | En el campo está plantada una tienda de color rojo intenso, en la que dos parejas de enamorados celebran una comida campestre. A un lado, dos juglares o bufones. En primer plano, instrumentos musicales. |
| Gula     |  | Es una escena de interior con cuatro personajes. A la mesa del banquete hay un hombre gordinflón comiendo. A la derecha, de pie, otro que bebe ansiosamente, directamente de la jarra, lo que provoca que el líquido se caiga de las comisuras de los labios. A la izquierda, una mujer presenta una nueva vianda en una bandeja. Aparece un niño obeso, simbolizando el mal ejemplo que se da a la infancia, que reclama la atención de su obeso padre. En primer plano, una salchicha se asa al fuego. |
| Avaricia |  | Se representa un juicio en el que el juez, lejos de impartir justicia, acepta un soborno de una de las partes o incluso de las dos partes en litigio. |
| Pereza   |  | (o acidia). Un eclesiástico duerme ante la chimenea en un acogedor interior, mientras que una mujer (la Fe), elegantemente ataviada, trata de despertarlo para que cumpla con sus deberes de oración. |
| Ira      |  | Se representa con dos campesinos borrachos riñendo a la puerta de una posada, con jarras de bebida y uno de ellos es detenido por una mujer, mientras el otro tiene un banco en la cabeza. El fondo es un paisaje típicamente campestre. |
| Envidia  |  | Un burgués intenta seducir a la mujer de otro (un mercader) mientras que este, sosteniendo un hueso en la mano, mira a un halcón que tiene un hombre en la calle. Más abajo, dos perros que tienen un hueso cada uno, miran el que tiene el burgués en la mano. Y para finalizar un hombre está robando el comercio en el que sucede la acción. |
| Soberbia |  | (o vanidad). Una mujer en un interior con pequeños objetos de uso cotidiano. Se mira en un espejo que hay en un armario, sostenido por un demonio; a un lado, se ve otra estancia con figuras. |

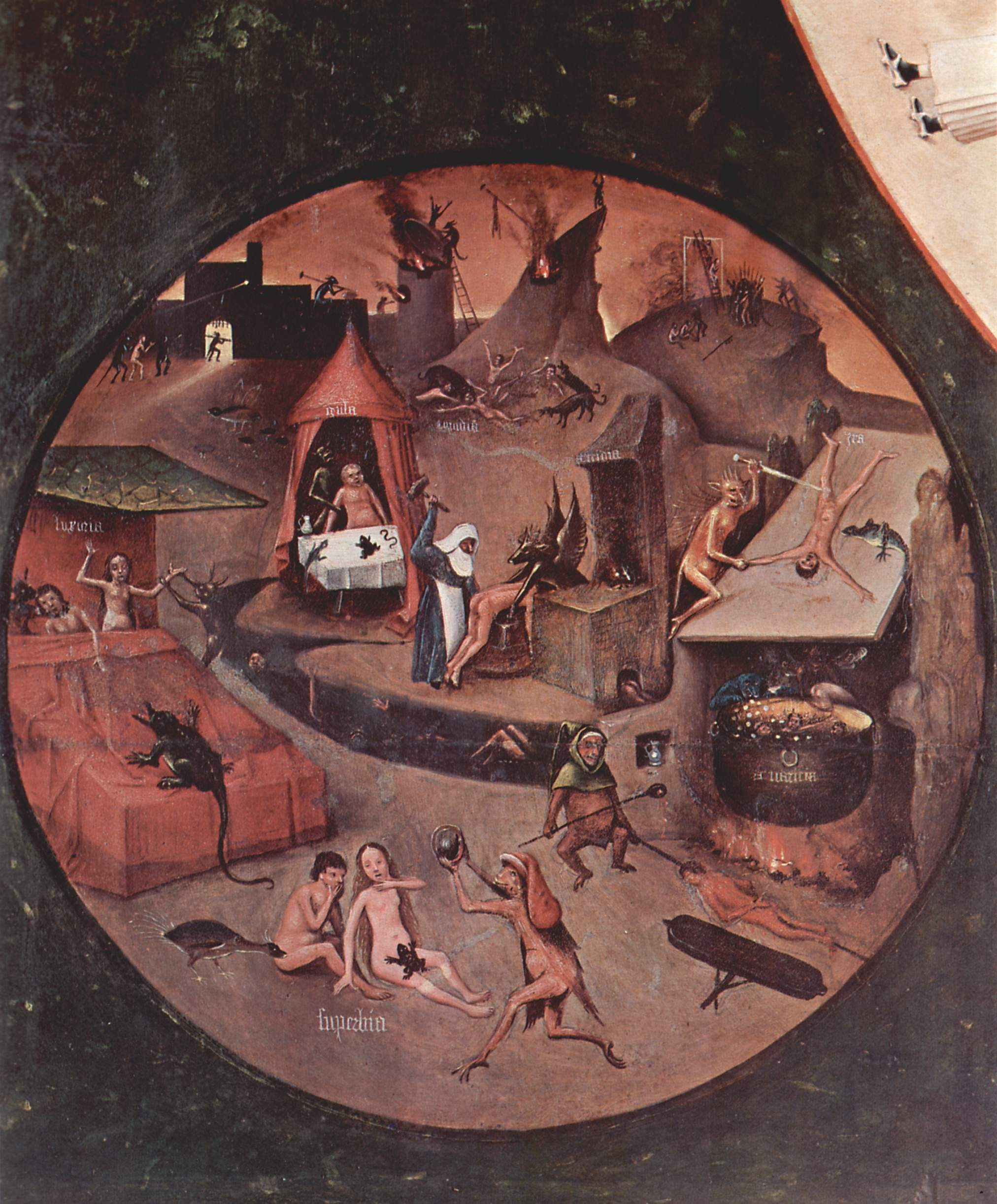
Las postrimerías: El infierno

En cada una de sus esquinas, hay cuatro pequeños círculos que representan las postrimerías, esto es, "La muerte", "El juicio", "El infierno", y la "gloria". Estas postrimerías están representadas según la iconografía tradicional en la pintura medieval. De todas ellas, la más llamativa es la del infierno, en el ángulo inferior izquierdo: en tenebrosos tonos rojos vuelve al tema de los siete pecados capitales, representando siete diferentes formas en que los demonios torturan a los condenados por incurrir en cada uno de los pecados capitales. Aquí se ve un tono típicamente bosquiano, siendo una representación, en menor tamaño, de los otros infiernos que pueden verse, entre otros, en los postigos derechos del Juicio Final de Viena, el Carro del Heno y el Jardín de las Delicias.
La muerte viene representada a través de una imagen prototípica del Ars moriendi: por el lecho de un moribundo con la cabeza vendada, al que rodean un médico, tres religiosos, una monja, un ángel y la muerte; en otra estancia se ve a los familiares. El juicio se representa al modo de medieval, con Dios entre ángeles y los muertos saliendo de sus tumbas. La Gloria tiene forma de un palacio en el que está Dios con ángeles. Se representa también al arcángel san Miguel y a san Pedro. 
Arriba y abajo hay dos inscripciones en latín, que provienen del Deuteronomio, capítulo 32: 
- "20 Entonces dijo: Les ocultaré mi rostro, / para ver en qué terminan" (parte inferior)
- "28 Porque esa gente ha perdido el juicio / y carece de inteligencia. 29 Si fueran sensatos entenderían estas cosas, / comprenderían la suerte que les espera. " (parte superior)

## Galería

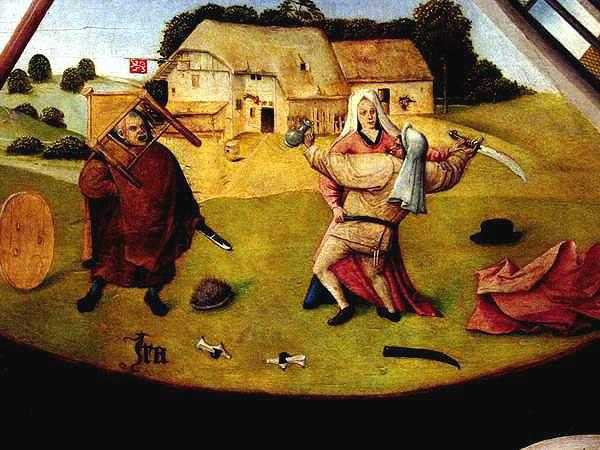
La ira
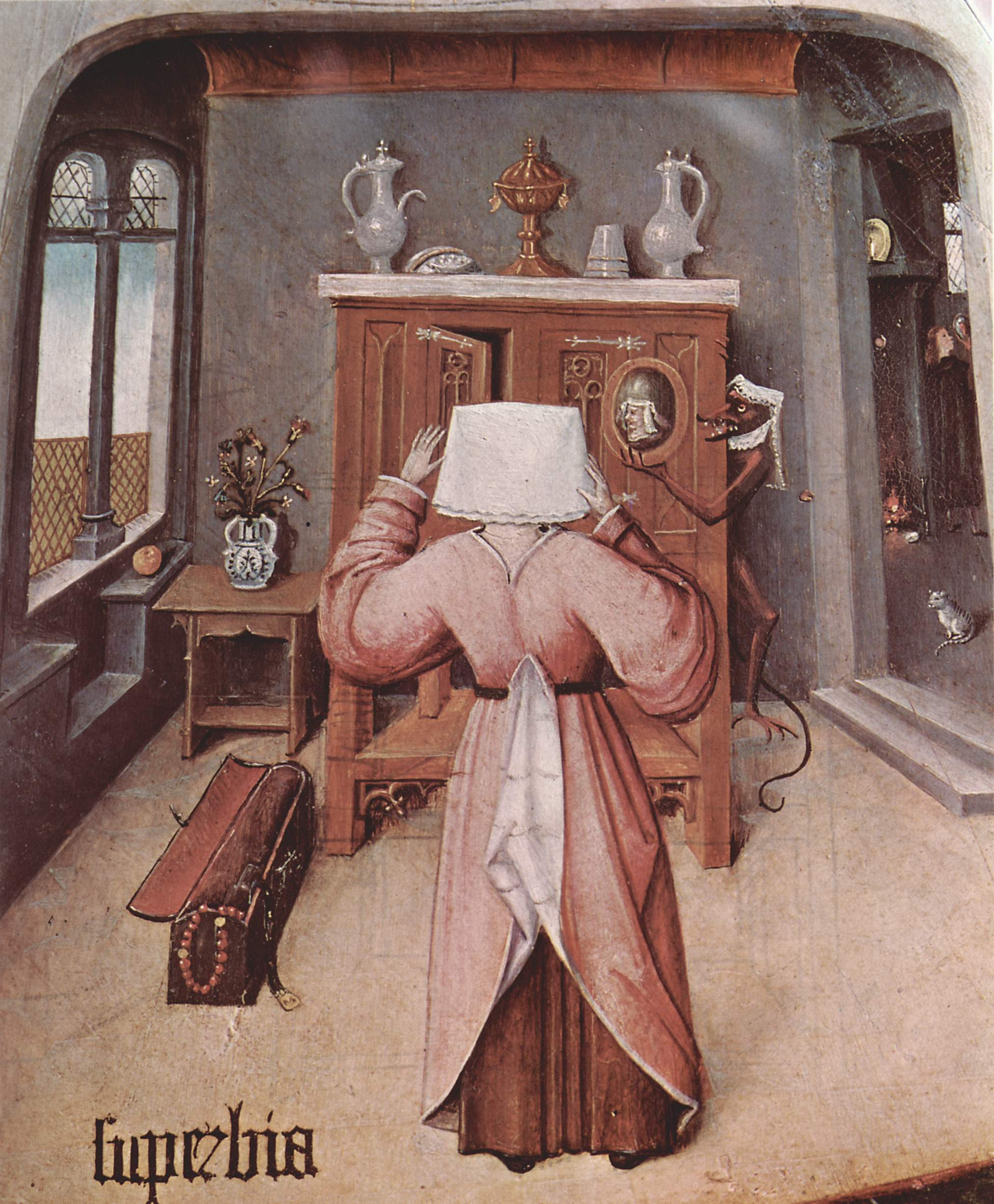
La soberbia
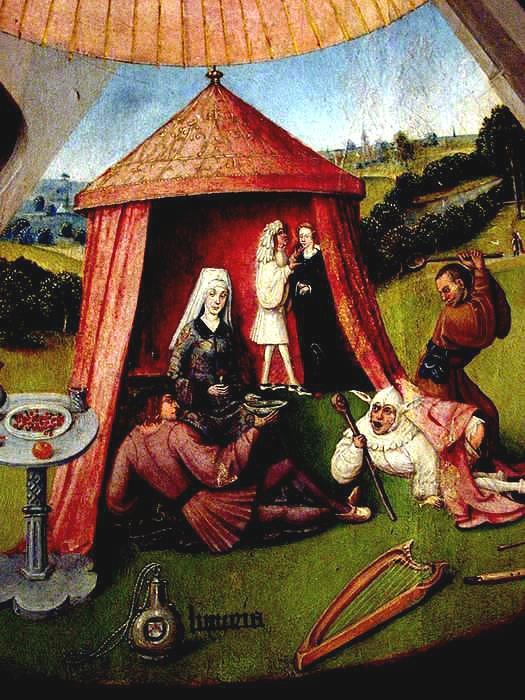
La lujuria
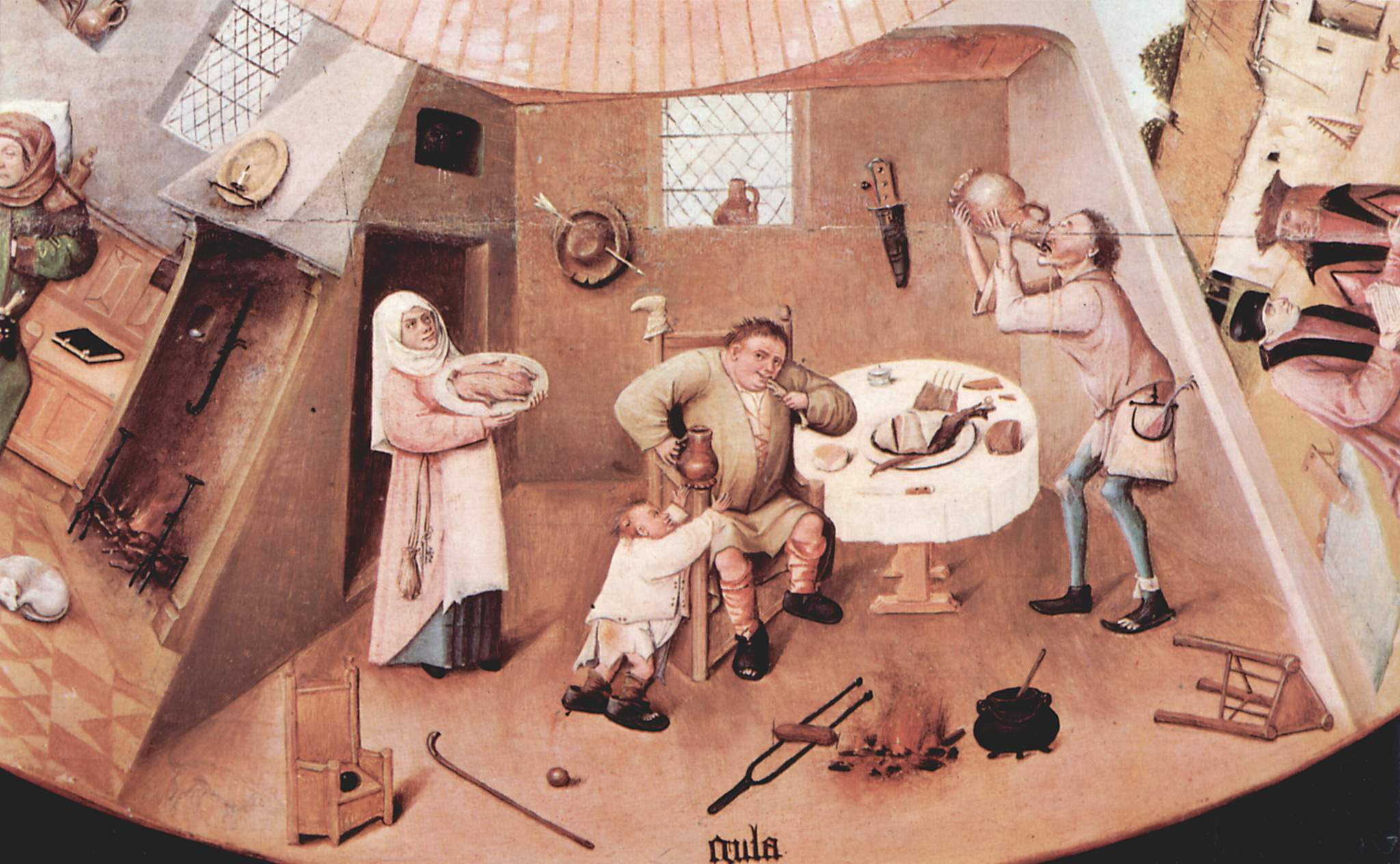
La gula
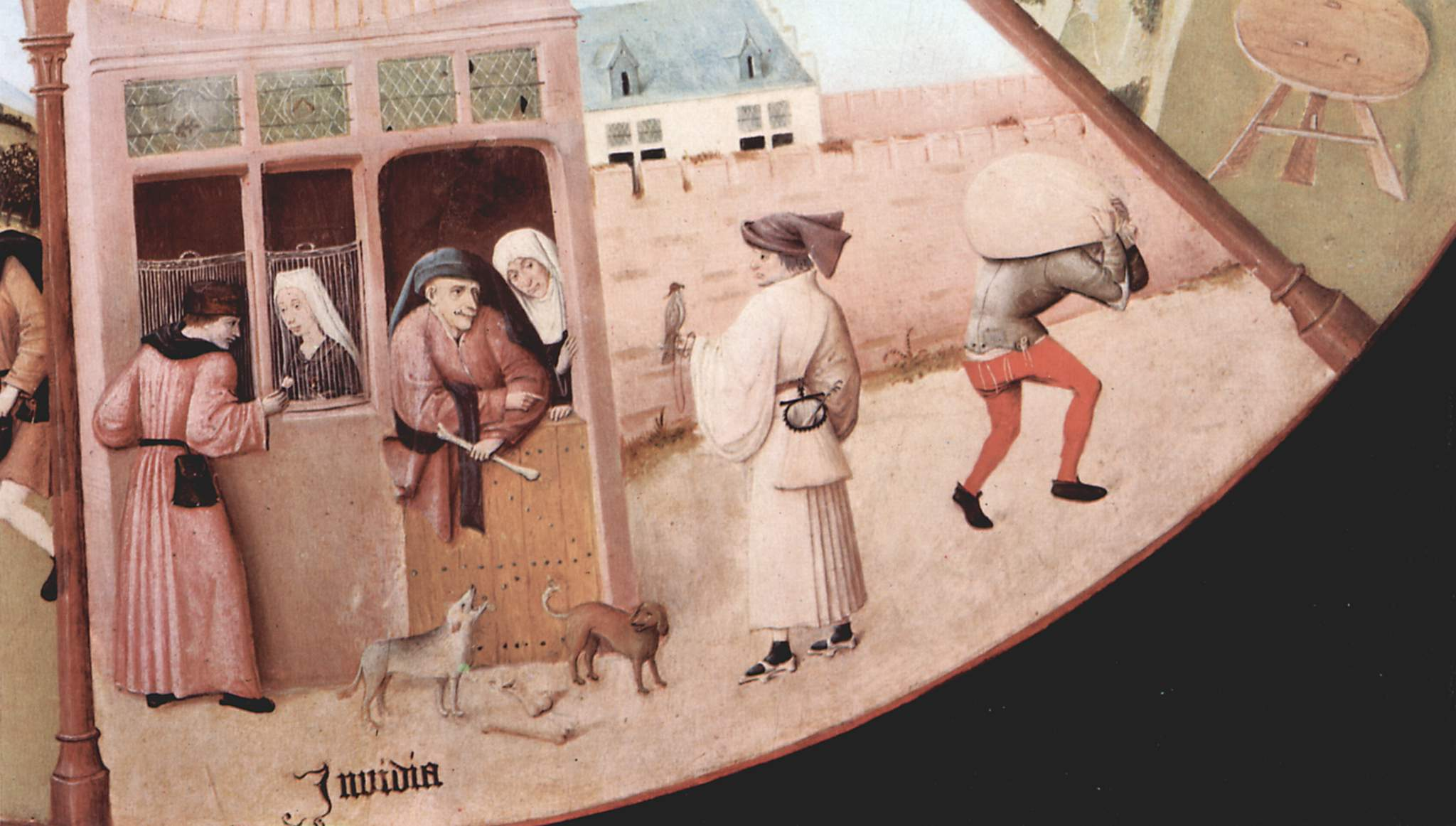
La envidia
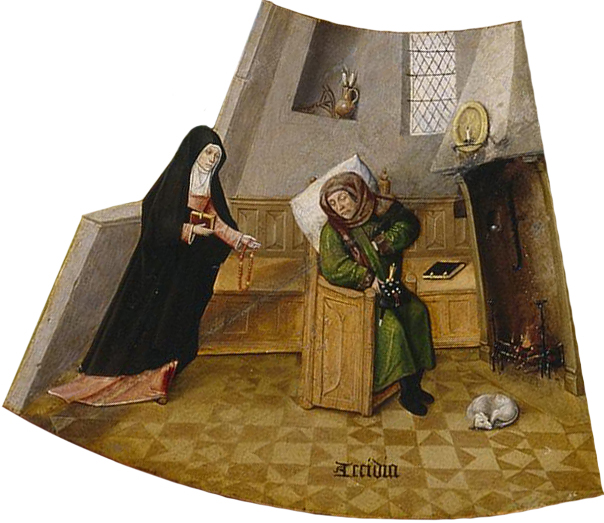
La pereza
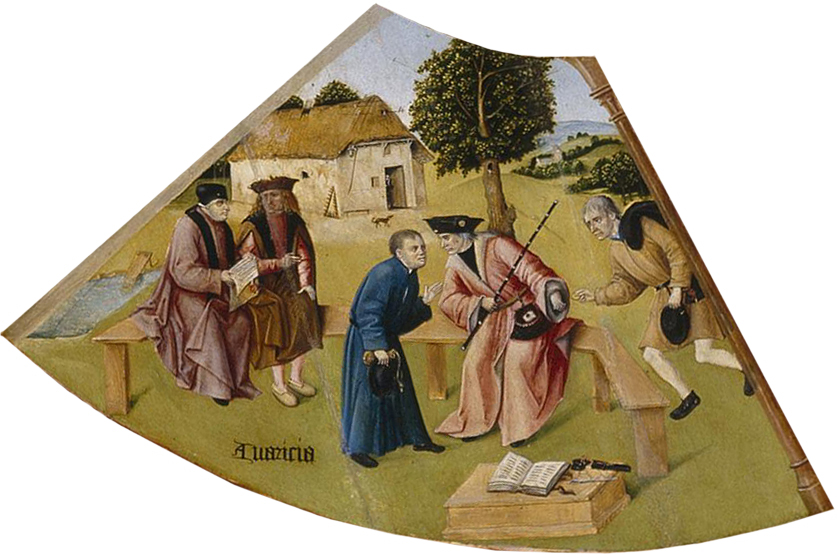
La avaricia